# Niederländische Basketballnationalmannschaft
Die niederländische Basketballnationalmannschaft repräsentiert die Niederlande bei Basketball-Länderspielen der Herren, etwa bei internationalen Turnieren und bei Freundschaftsspielen.
Das Team konnte sich bisher einmal für Weltmeisterschaften und 14 Mal für Europameisterschaften qualifizieren. Eine Teilnahme an Olympischen Spielen gelang bisher nicht.

## Geschichte
Die Nationalmannschaft der Niederlande trat im Jahre 1946 der FIBA bei. Im selben Jahr nahm das Team bereits an einer Europameisterschaft teil, welche man als Sechstplatzierter abschloss. Es folgten bis 1979 elf weitere Teilnahmen. Der fünfte Platz bei der EM 1949 war dabei das beste Ergebnis.
Das beste Turnier in der Geschichte der Nationalmannschaft spielte man bei der EM 1983. Das Team überstand die Vorrunde mit drei Siegen aus fünf Spielen und war punktgleich mit Deutschland. Aufgrund des gewonnenen direkten Duells (79:67) rangierte man aber letztlich vor den Deutschen auf Platz 2 und erreichte das Halbfinale. Dort war die Niederlande gegen Italien chancenlos und verlor 69:88. Auch das Spiel um den dritten Platz gegen die UdSSR ging mit 70:105 deutlich verloren, sodass am Ende der vierte Platz belegt wurde.
Bei ihrer einzigen Teilnahme an einer Basketball-Weltmeisterschaft, bei der WM 1986 in Frankreich, schieden die Niederländer knapp in der Vorrunde mit zwei Siegen aus fünf Spielen aus und wurden 14. Seit dem achten Platz bei der EM 1989 gelang 26 Jahre lang keine Teilnahme an einem internationalen Großturnier mehr, ehe sich die Mannschaft für die Europameisterschaft 2015 qualifizieren konnte.

## Auswahl bekannter niederländischer Spieler

### Nationalspieler
- Kees Akerboom, Topscorer der Europameisterschaft 1977.
- Ton Boot, absolvierte 148 Spiele für die Nationalmannschaft und wurde als Spieler und Trainer insgesamt 19 Mal niederländischer Meister.
- Francisco Elson, spielte in der NBA u. a. für die San Antonio Spurs und die Denver Nuggets.
- Geert Hammink, war für Orlando Magic und die Golden State Warriors in der NBA aktiv.
- Henk Norel, von 2005 bis 2019 in Spanien aktiv.
- Rik Smits, spielte 12 Jahre für die Indiana Pacers und wurde 1998 zum Allstar in der Eastern Conference gewählt.
- Robin Smeulders, zuletzt bei den EWE Baskets Oldenburg aktiv.

### Nicht für die Nationalmannschaft aktiv
- Hank Beenders, erreichte mit den Philadelphia Warriors als erster Nicht-Amerikaner in der NBA-Saison 1947/48 (damals BAA) das Playoff-Finale.
- Swen Nater, spielte u. a. für die Los Angeles Lakers und die San Diego Clippers. Er holte in der NBA-Saison 1979/80 die meisten Rebounds aller Spieler (1.216).

## Abschneiden bei internationalen Wettbewerben
| - 1986: 14. Platz | - noch nie qualifiziert |

### Europameisterschaften
| - 1946 – 06. Platz - 1947 – 11. Platz - 1949 – 05. Platz - 1951 – 10. Platz - 1961 – 15. Platz - 1963 – 16. Platz - 1967 – 16. Platz | - 1975 – 10. Platz - 1977 – 07. Platz - 1979 – 10. Platz - 1983 – 04. Platz - 1985 – 12. Platz - 1987 – 10. Platz - 1989 – 08. Platz | - 2015 – 21. Platz - 2017 – nicht qualifiziert - 2022 – 22. Platz |